# Luc-Antoine Boyet
Pour les articles homonymes, voir Boyet.
Luc-Antoine Boyet, mort à Paris le 22 février 1733, est un relieur français de la fin du XVIIe siècle et du premier tiers du XVIIIe siècle, nommé relieur du roi de 1698 jusqu'à sa mort. 

## Biographie
Sa renommée lui permit de devenir relieur du roi Louis XIV en 1698. Il a été actif de 1680 environ à sa mort.
Parmi ses clients, on trouvait Karl Heinrich von Hoym (1694-1736), ambassadeur de l'électeur de Saxe auprès du roi de France entre 1720 et 1729 et grand bibliophile,.
Selon Roger Devauchelle, « ce qui est notable chez cet ouvrier hors ligne, c’est la perfection du corps d’ouvrage, qui dépasse en solidité tout ce qui a été fait jusqu’à lui ».
Son fils, Étienne Boyet, a été un relieur réputé en Autriche et a travaillé notamment pour le prince Eugène.